# Andrzej Terlecki

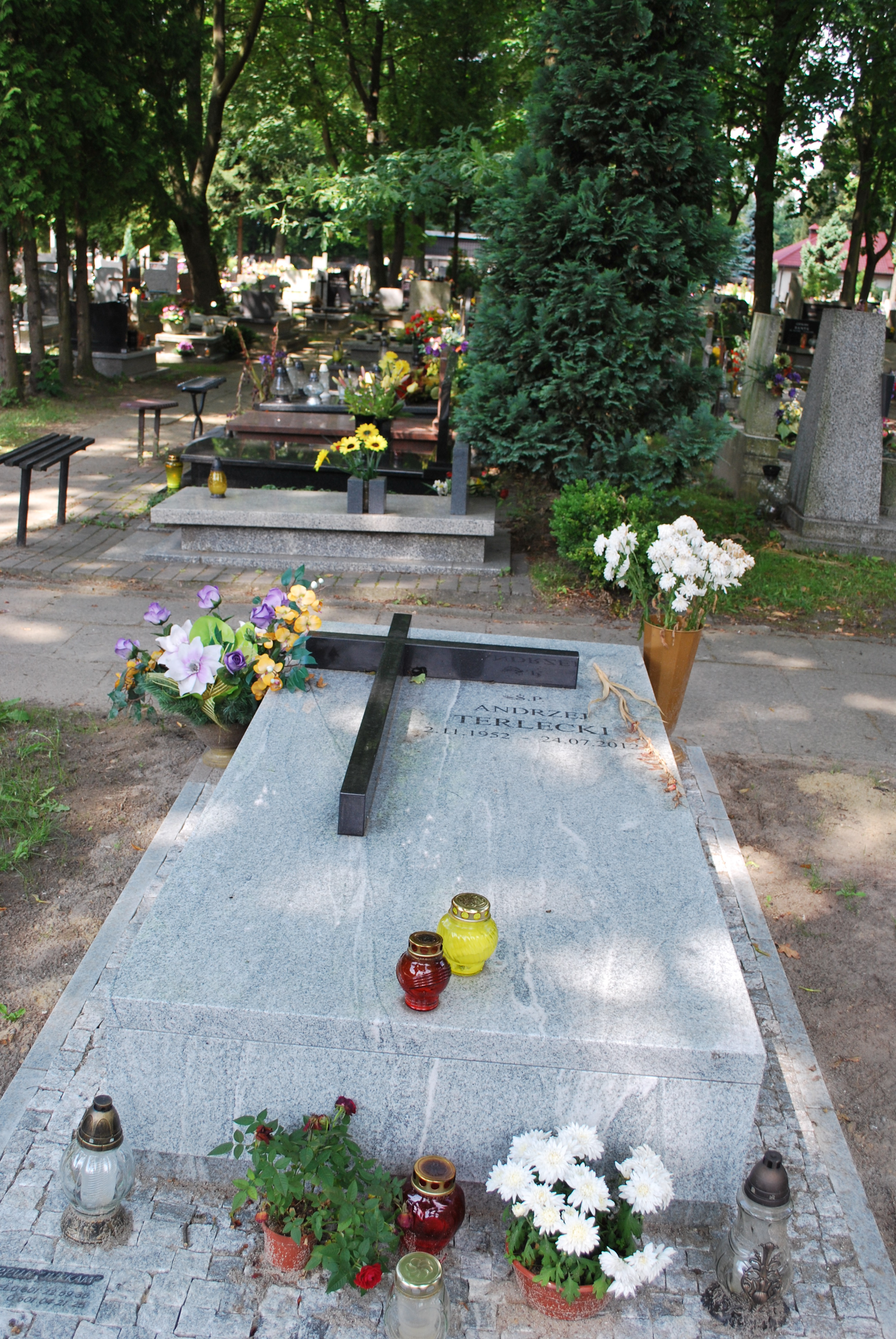
Nagrobek Andrzeja Terleckiego na cmentarzu Doły w Łodzi

Andrzej Różan Terlecki (ur. 2 listopada 1952 w Łodzi, zm. 24 lipca 2012) – polski polityk, działacz opozycji w okresie PRL, społecznik, poseł na Sejm I kadencji.

## Życiorys
Syn Dominika i Gryzeldy. Ukończył w 1977 studia z zakresu filologii polskiej na Uniwersytecie Łódzkim. Był sygnatariuszem apelu Komitetu Obrony Robotników po śmierci Stanisława Pyjasa w tym samym roku, został wówczas zawieszony w prawach studenta tuż przed magisterium. W latach 1977–1980 pracował jako dziennikarz terenowego wydania „Życia Warszawy” w Częstochowie. Równolegle współpracował z nielegalnym kwartalnikiem społeczno-politycznym Ruchu Obrony Praw Człowieka i Obywatela – „Aspekt”. Od 1979 działał w Konfederacji Polski Niepodległej.
Od września 1980 do czasu wprowadzenia stanu wojennego był sekretarzem redakcji pisma związkowego „Solidarność Ziemi Łódzkiej”. Pismo redagował m.in. ze Stefanem Niesiołowskim. Był autorem i współautorem artykułów o tematyce historycznej (sygnowanych jako A.R.). W stanie wojennym został internowany w ośrodku w Sieradzu, zwolniono go po około siedmiu miesiącach, nadal działał w strukturach podziemnych.
Od 1990 do 1994 zasiadał w radzie miasta Łodzi. Przewodniczył Komisji Kultury Rady Miasta Łodzi i sejmikowi samorządowemu województwa łódzkiego. Z listy Konfederacji Polski Niepodległej w latach 1991–1993 sprawował mandat posła na Sejm I kadencji. W 1994 wystąpił z KPN, zajął się prowadzeniem działalności gospodarczej. Był współzałożycielem Towarzystwa Gospodarczego Polska-Ukraina, w latach 1999–2003 przewodniczył komisji rewizyjnej tej organizacji. Należał do Stowarzyszenia Wolnego Słowa, był prezesem Polskiego Komitetu Obrony Bezrobotnych.
Był później związany z Platformą Obywatelską, z ramienia której w 2006 bezskutecznie kandydował do Sejmiku Województwa Łódzkiego.
Andrzej Terlecki był żonaty, miał córkę. Został pochowany w alei zasłużonych cmentarza Doły w Łodzi.

## Odznaczenia i wyróżnienia
W 2011 Bronisław Komorowski odznaczył go Krzyżem Oficerskim Orderu Odrodzenia Polski. W 2006 Lech Kaczyński nadał mu Złoty Krzyż Zasługi. W 2017 pośmiertnie odznaczony przez Andrzeja Dudę Krzyżem Wolności i Solidarności.
W 2013 został pośmiertnie laureatem nagrody honorowej „Świadek Historii” przyznanej przez Instytut Pamięci Narodowej.